# Missouri Valley Conference

Ausdehnung der Missouri Valley Conference

Die Missouri Valley Conference ist eine aus zwölf Universitäten bestehende Liga für diverse Sportarten, die in der NCAA Division I spielen. Die Konferenz hat seit 1985 keine College-Football-Liga mehr betrieben. Alle aktuellen Mitglieder mit Football-Mannschaften spielen in der zweiten Ebene des NCAA-Football, der Football Championship Subdivision (FCS). Fünf Konferenzmitglieder spielen in der separaten Missouri Valley Football Conference und zwei weitere spielen in der Pioneer Football League. Die Murray State University, die im Juli 2022 beitritt, wird die Football-Saison 2022 in ihrer ehemaligen Heimat der Ohio Valley Conference spielen, bevor sie 2023 einer anderen Football-Liga beitritt.
Die Liga wurde 1907 gegründet und ist somit die zweitälteste Hochschulliga in der Division I. Der Hauptsitz befindet sich in St. Louis im Bundesstaat Missouri.

## Mitglieder
| Universität                          | Ort                   | Teamname    | gegründet | Trägerschaft | Studenten | Beigetreten | Football-Liga                       |
| ------------------------------------ | --------------------- | ----------- | --------- | ------------ | --------- | ----------- | ----------------------------------- |
| Belmont University                   | Nashville, Tennessee  | Bruins      | 1890      | privat       | 8.700     | 2022        | Keine Football-Mannschaft           |
| Bradley University                   | Peoria, Illinois      | Braves      | 1897      | privat       | 6.105     | 1948/1955   | Keine Football-Mannschaft           |
| Drake University                     | Des Moines, Iowa      | Bulldogs    | 1881      | privat       | 5.221     | 1907/1956   | Pioneer Football League             |
| University of Evansville             | Evansville, Indiana   | Purple Aces | 1854      | privat       | 2.350     | 1994        | Keine Football-Mannschaft           |
| Illinois State University            | Normal, Illinois      | Redbirds    | 1857      | staatlich    | 20.757    | 1981        | Missouri Valley Football Conference |
| Indiana State University             | Terre Haute, Indiana  | Sycamores   | 1865      | staatlich    | 10.760    | 1977        | Missouri Valley Football Conference |
| Missouri State University            | Springfield, Missouri | Bears       | 1905      | staatlich    | 22.785    | 1990        | Missouri Valley Football Conference |
| Murray State University              | Murray, Kentucky      | Racers      | 1922      | staatlich    | 9.456     | 2022        | Missouri Valley Football Conference |
| University of Northern Iowa          | Cedar Falls, Iowa     | Panthers    | 1876      | staatlich    | 14.070    | 1991        | Missouri Valley Football Conference |
| Southern Illinois University         | Carbondale, Illinois  | Salukis     | 1869      | staatlich    | 21.000    | 1975        | Missouri Valley Football Conference |
| University of Illinois Chicago (UIC) | Chicago, Illinois     | Flames      | 1946      | staatlich    | 34.199    | 2022        | Keine Football-Mannschaft           |
| Valparaiso University                | Valparaiso, Indiana   | Beacons     | 1859      | privat       | 4.500     | 2017        | Pioneer Football League             |

- Missouri State wird im Juli 2025 der Conference USA beitreten.

### Assoziierte Mitglieder
| Universität                                         | Ort                   | Teamname  | gegründet | Trägerschaft | Studenten | Beigetreten | Sportart              | Main-Conference         |
| --------------------------------------------------- | --------------------- | --------- | --------- | ------------ | --------- | ----------- | --------------------- | ----------------------- |
| Ball State University                               | Muncie, Indiana       | Cardinals | 1918      | staatlich    | 21.597    | 2024        | Schwimmsport (Männer) | Mid-American Conference |
| Bowling Green State University                      | Bowling Green, Ohio   | Falcons   | 1910      | staatlich    | 18.142    | 2023        | Fußball (Männer)      | Mid-American Conference |
| University of Arkansas at Little Rock (Little Rock) | Little Rock, Arkansas | Trojans   | 1927      | staatlich    | 13.167    | 2013        | Schwimmsport (Frauen) | Ohio Valley Conference  |
| Miami University                                    | Oxford, Ohio          | RedHawks  | 1809      | staatlich    | 18.880    | 2024        | Schwimmsport (Männer) | Mid-American Conference |
| Northern Illinois University                        | DeKalb, Illinois      | Huskies   | 1893      | staatlich    | 16.769    | 2023        | Fußball (Männer)      | Mid-American Conference |
| Western Michigan University                         | Kalamazoo, Michigan   | Broncos   | 1903      | staatlich    | 19.887    | 2023        | Fußball (Männer)      | Mid-American Conference |

## Spielstätten der Conference

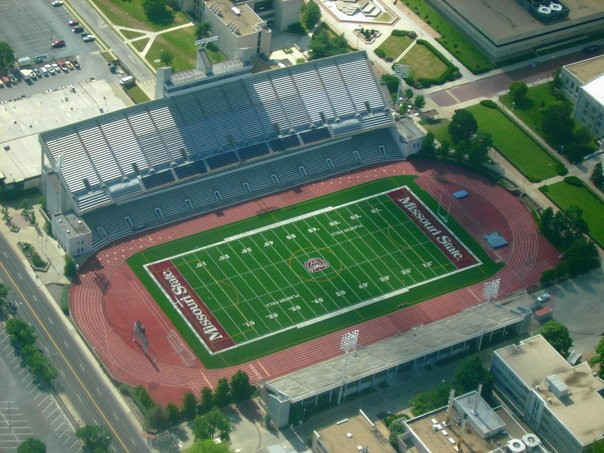
Plaster Sports Complex in Springfield

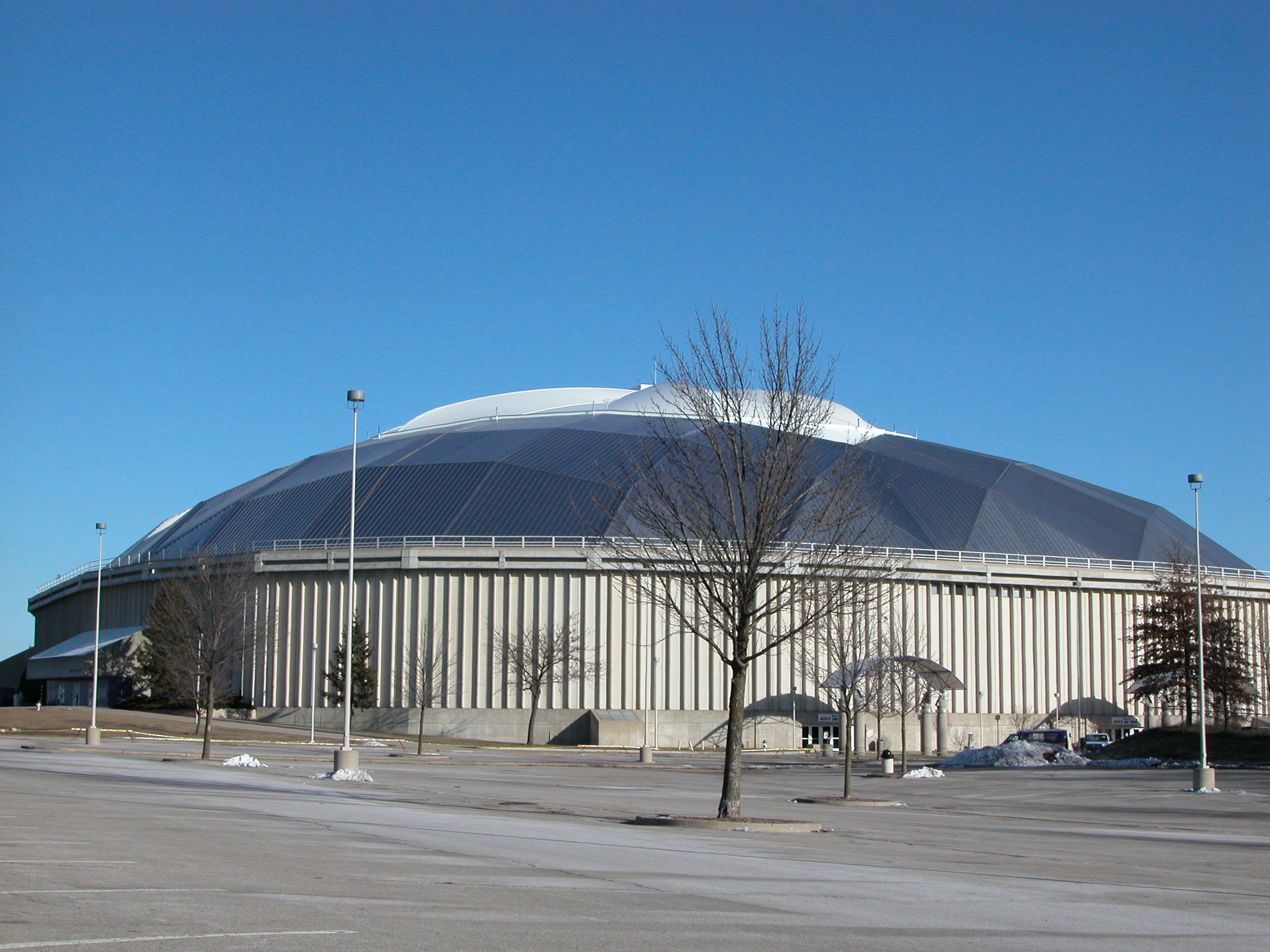
UNI-Dome in Cedar Falls

| Universität       | Footballstadion        | Kapazität | Basketballstadion                                          | Kapazität    |
| ----------------- | ---------------------- | --------- | ---------------------------------------------------------- | ------------ |
| Belmont           | Kein Football-Team     |           | Curb Event Center                                          | 5.085        |
| Bradley           | Kein Football-Team     |           | Peoria Civic Center (Männer) Renaissance Coliseum (Frauen) | 11.433 4.200 |
| Drake             | Drake Stadium          | 14.557    | Knapp Center                                               | 7.002        |
| Evansville        | Kein Football-Team     |           | Ford Center (Männer) Meeks Family Fieldhouse (Frauen)      | 11.000 1.087 |
| Illinois State    | Hancock Stadium        | 12.000    | Redbird Arena                                              | 10.200       |
| Indiana State     | Memorial Stadium       | 12.764    | Hulman Center                                              | 10.200       |
| Missouri State    | Plaster Sports Complex | 16.300    | Great Southern Bank Arena                                  | 11.000       |
| Murray State      | Roy Stewart Stadium    | 16.800    | CFSB Center                                                | 8.600        |
| Northern Iowa     | UNI-Dome               | 17.000    | McLeod Center                                              | 7.000        |
| Southern Illinois | Saluki Stadium         | 15.000    | Banterra Center                                            | 9.628        |
| UIC               | Kein Football-Team     |           | Credit Union 1 Arena                                       | 8.000        |
| Valparaiso        | Brown Field            | 5.000     | Athletics–Recreation Center                                | 5.000        |